# Свобода под надзором
«Свобода под надзором» (чеш. V proudech / фр. Liberté surveillée) — фильм Чехословакия-Франция режиссёров Владимира Влчека и Анри Эсне.
В главных ролях - французике актёр Робер Оссейн и актриса Марина Влади. Первый чехословацкий фильм, снятый в широкоэкранном формате.

## Сюжет
Жан-Поль — француз, преследуемый полицией за ограбление, садится в поезд Париж-Прага. Чтобы пройти границу он присоединяется к французской спортивной команде по гребле на байдарках едушей на соревнования в Чехословакию. Члены команды считают его новым массажистом, и только тренер Бенуа знает, что Жан к ним не принадлежит, но молчит, чтобы не сорвать поездку. В Праге молодой человек влюбляется в переводчицу Эву, невесту одного из чешских чемпионов Карела. Жан влюбляется в Еву, которая также начинает испытывать к нему романтические чувства. Их отношения ещё больше углубятся в спортлагере. Бенуа с беспокойством наблюдает за разворачивающейся любовью. Он разговаривает с Жаном, но тщетно. Конда наступает время уезжать обратно во Францию Жан понимает, что, как преследуемый вор, он не имеет права вмешиваться в жизнь Евы. На последней встрече он намеренно ведет себя цинично и отвергает любовь Евы. Ева в порыве злости садится в лодку, которую сносит диким течением. Из опасной ситуации её спасает Карел. Французы возвращаются домой, когда поезд подходит к Парижу Жан вручает Бенуа пакет и спрыгивает с поезда. В пакете — полотно украденной им старинной картины.

## В ролях
- Робер Оссейн — Жан-Поль Виберти
- Марина Влади — Эва
- Рене Лефевр — Бенуа
- Поль Бисцилья — Рири
- Джэми Бланк — Жорж
- Иванка Девата — Мила
- Жан-Пьерр Лаверн — Алекс
- Жорж Немечек — Карел
- Милош Несвадба — Франтишек
- Вира Шубертова — Иржина
- Хосе Варела — Лапин